# Шенъндоа (национален парк)
Националният парк Шенъндоа (на английски: Shenandoah National Park) е национален парк в щата Вирджиния, САЩ, който се намира в планинската верига Апалачи. Паркът е тесен и дълъг и се простира по хребета в меридианно направление. Най-високата точка е връх Хоксбил – 1235 метра. 40% от територията на парка е незасегната от човешка дейност. Дължината на парка в посока от югозапад на североизток е 169 км. Общата му площ е 805,39 км². Най-близкият град е Фронт Роял. Паркът минава през 8 окръга. В Шанъндоа има 9 водопада, чиято височина варира от 10 до 28 метра. В парка могат да се видят 200 вида птици, 32 вида риба, птици, пеперуди, сърни, лисици, зайци, елени, мечки и гърмящи змии. На по-ниските хълмове естествено растат кактуси, докато във високите части растат борове. Климатът е типичен за средното атлантическо крайбрежие на САЩ. Долината на река Шенъндоа, която е включена в националния парк има особено важно място в американската история. Освен че е била основният селскостопански регион на Конфедерацията, нейното стратегическо разположение става причината за нея да се водят три кръвопролитни кампании (една през 1862 г. и две през 1864 г.) по време на Американската гражданска война.

## История
Решението Шенъндоа да се превърне в национален парк е взето през 1926 година и той е обявен за такъв на 26 декември 1935 година. Преди това голяма част от тези земи представляват ферми. На някои места дори днес могат да се видят остатъци от тези ферми. Щатското правителство постепенно отнема тези земи и ги дава на федералното правителство с цел да се обявят за национален парк. Семействата от 500-те домакинства засегнати от този акт е трябвало да напуснат земите. Някои от тях се противопоставят, защото 90% от населението обработва тази земя и по този начин си изкарват прехраната. През 1930 година се случва голяма суша, която унищожава голяма част от реколтата, но въпреки това много от тези фермери са насилствено, против тяхната воля, прокудени от земите си. На малък брой е разрешено да останат да живеят в парка след като обаче са иззети земите им. Последният човек от тези, останали да живеят в парка е Ан Лий Брадли Шенк, която умира през 1979 г. на 92 години. Това е цената, платена за един от най-красивите паркове в САЩ.